# او-۲۸ (کریگس‌مارینه)
او-۲۸ (به آلمانی: U-28) یک او-بوت کریگسمارینه از نوع ۷آ بود.